# Stazione di Villamassargia-Domusnovas
Stazione di Villamassargia-Domusnovas vasútállomás Olaszországban, Szardínia régióban, Villamassargia településen.

## Vasútvonalak
Az állomást az alábbi vasútvonalak érintik:
- Decimomannu-Iglesias-vasútvonal
- Villamassargia–Carbonia vasútvonal

## Kapcsolódó állomások
A vasútállomáshoz az alábbi állomások vannak a legközelebb: 
- Stazione di Musei
- Stazione di Iglesias
- Stazione di Cixerri